# Steinkreis von Bohonagh

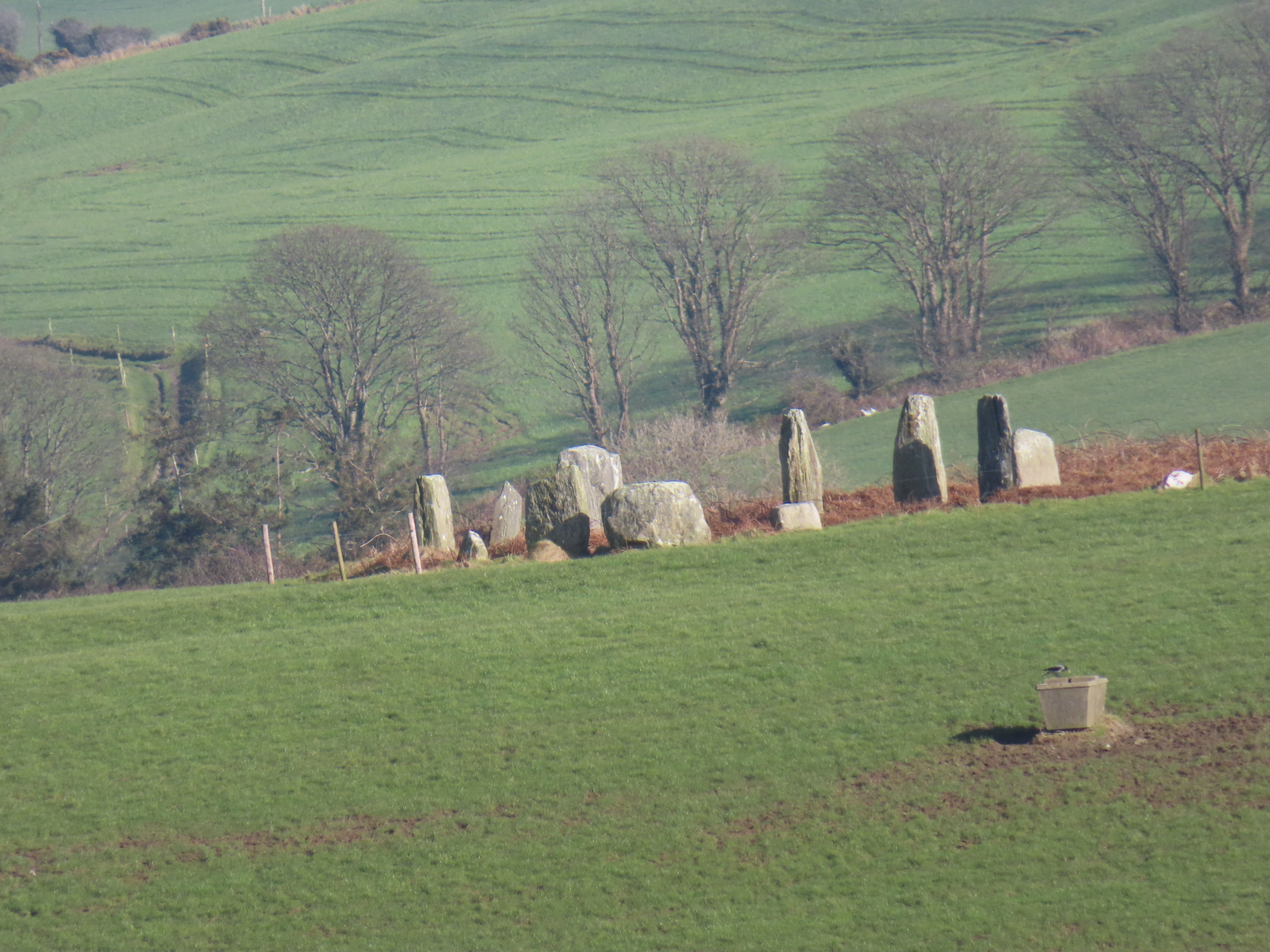
Steinkreis von Bohonagh

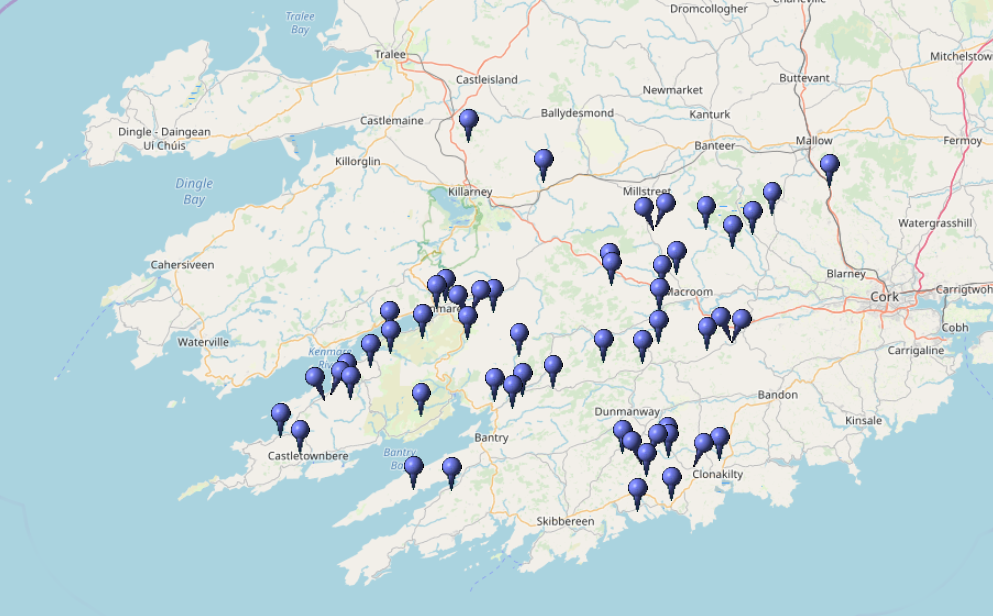
Axiale Steinkreise (ASC)

Vom multiplen Steinkreis von Bohonagh (irisch Bothanach), vom Typ Axial stone circle (ASC), östlich von Rosscarbery im County Cork in Irland stehen noch neun der einst 13 Steine, darunter die beiden radial angeordneten, fast 2,5 Meter hohen Portalsteine gegenüber dem "liegenden Stein". Der ovale Liegende des Steinkreises der Cork-Kerry-Serie ist hier nicht im Boden verankert, sondern liegt auf Stützsteinen.

## Boulder Burial
Etwa 8 Meter östlich des Kreises liegt ein Boulder Burial mit einem Findling mit einem Gewicht von etwa 20 Tonnen als Deckstein mit mehreren Schälchen auf seiner Oberseite.
In der Nähe liegen das Portal Tomb von Ahaglaslin und der Steinkreis von Reanascreena.